# Faculdade de Direito de Ipatinga
A  Faculdade de Direito de Ipatinga ou simplesmente FADIPA foi autorizada a funcionar pela Portaria nº 366 (MEC), em 13 de março de 1997 é um estabelecimento de ensino superior, mantido pelo Sistema Alfa Universitário, entidade com personalidade jurídica de direito privado, com sede e foro na cidade de Ipatinga, estado de Minas Gerais.

## História
Em 1994 foram iniciadas as atividades da instituição, com a recepção da primeira turma do curso de Direito.  Inicialmente a FADIPA fazia parte do campus III da Universidade Presidente Antônio Carlos (UNIPAC), contudo,  depois de ter sido inserida no Sistema e-MEC, a UNIPAC teve seus nove Campi desmembrados em três Centros Universitários e seis Faculdades. 
A pesquisa na FADIPA consolida-se devido à implantação, em março de 2013, dos cursos de especialização em  direito das relações trabalhistas e previdência e gestão de pessoas  e em direito ambiental, previdenciário e do trabalho. 
No ano de 2016, e diversificando as áreas de atuação empreendedora, a FADIPA obtém a autorização de funcionamento do curso de graduação em Odontologia. 
Em 2017, a FADIPA passa a ter como mantenedora o Sistema Alfa Universitário (Portaria MEC 318/2017), e não mais a Fundação Presidente Antônio Carlos